# Nuccio Bertone
Giuseppe "Nuccio" Bertone, född 4 juli 1914 i Turin, död 26 februari 1997 i Turin, var en italiensk bilformgivare och racerförare. Nuccio var son till Giovanni Bertone, grundare av designfirman Carrozzeria Bertone. Efter andra världskriget tog Nuccio över verksamheten från sin far, och drev företaget till att bli en världsledande designfirma.
Han valdes in i Automotive Hall of Fame 2006.